# Abaamang
Abaamang ist ein Ort in der Provinz Wele-Nzas von Äquatorialguinea. 

## Lage
Die Stadt befindet sich auf dem Festlandteil des Staates und im Hinterland der zukünftigen Hauptstadt Ciudad de la Paz. Eine Straße verbindet von Norden nach Süden verlaufend die nächstgelegenen Orte Mfaman im Norden, sowie Nsemensoc, Acom, und Nveng im Süden. Im Westen liegen die Rápidos Asoc-Bisón.

## Klima
In der Stadt, die sich nah am Äquator befindet, herrscht tropisches Klima.